# Phố nhỏ Praha

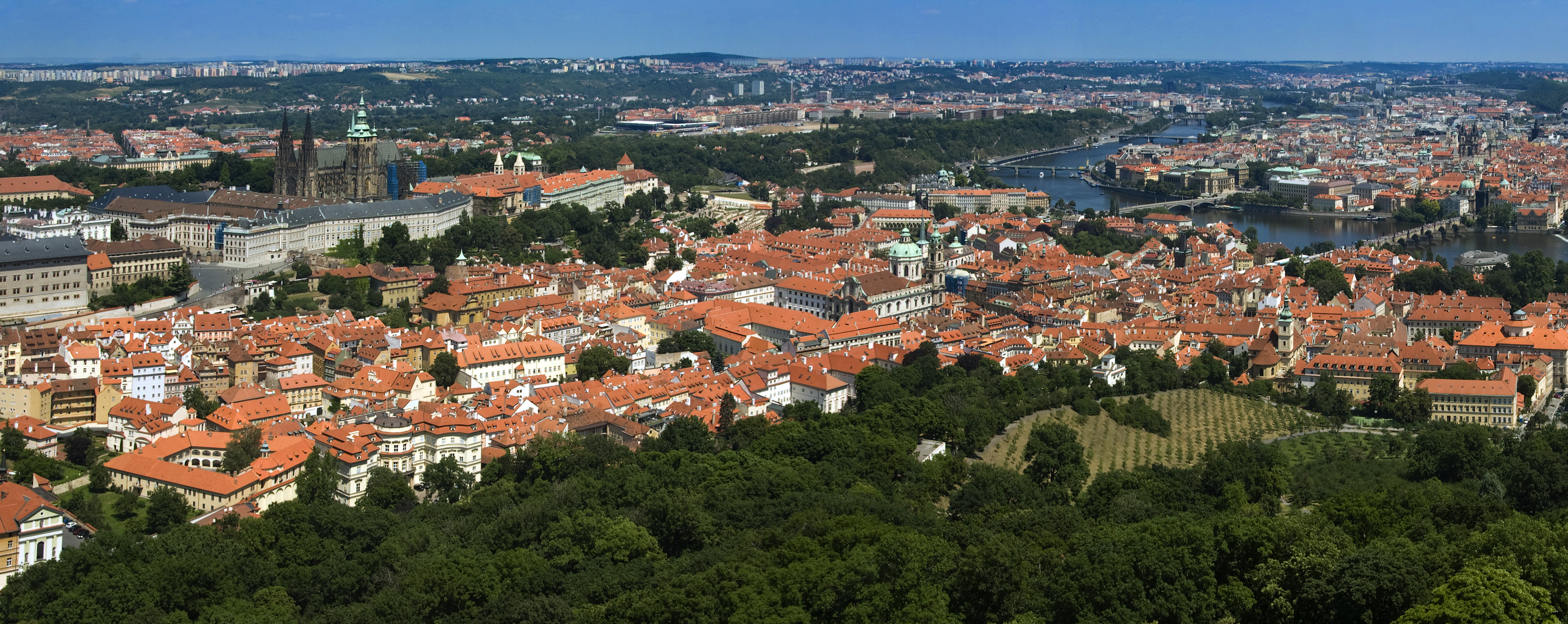
Malá Strana từ đồi Petřín.

Phố nhỏ (tiếng Séc: Mala Strana, phía nhỏ (của sông), tiếng Đức: Prager Kleinseite) với Quảng trường Phố nhỏ (tiếng Séc: Malostranské náměstí) là một khu phố của thủ đô Cộng hòa Séc Praha. Nó được hình thành 1257-1784 là một thành phố độc lập về pháp lý phía dưới lâu đài Praha, với một bản chất khác biệt đáng kể so với Phố cổ Praha. Sau hai vụ cháy tàn phá nó trở thành thành phố của những người giàu có và giới quý tộc, với những cung điện và nhà thờ nguy nga còn tồn tại cho đến ngày nay. Từ năm 1784 bức tường thành phố là một phần thành trì thống nhất của Praha.